# A Farkasréti temető régi árkádsora
A Farkasréti temető régi Árkádsora, vagy Érdi út felőli falsírboltok egy nagy méretű budapesti temetkezési épületegyüttes.

## Története
A Farkasréti temető 1894-ben nyílt meg. Nem sokkal ezt követően felkérést kapott Böhm Henrik és Hegedűs Ármin egy nagy méretű halottasház megtervezésére. Az épület tervei 1899-ben el is készültek, megvalósításukra azonban nem került sor. (A mai ravatalozó 1938-ban épült meg id. Módos Ferenc és Krassói Virgil tervei alapján, bővebben: A Farkasréti temető ravatalozója és új árkádsora.)
Hegedűs Ármin és Krátky János 1899-ben kapott megbízást egy korszerű, elsősorban észak-itáliai példákat követő farkasréti sírboltrendszer tervezésére. A létesítmény 1900-ban fel is épült. A három, neoromán stílusú épület mélyén felülről, természetes fénnyel megvilágított kriptákat alakítottak ki Hegedűsék. A szinteket összekötő korszerű, egyedi szállítószerkezetet Freissler Antal tervezte.
Az épületeket szabadon álló kriptasor köti össze, nagy méretű, gazdagon díszített síremlékekkel.
1921-ben rekonstrukciós tervek születtek az épületek állagmegóvására. 1927-ben újabb árkádos sírboltokkal és körülbelül 2000 csontfülkével bővítették az együttest. Mivel ez a toldás kivitelezése nem volt igényes, az épületrész gyorsan pusztulásnak indult.
Az épület a második világháború alatt súlyos sérüléseket szenvedett. Napjainkban romosan áll, ugyan látogatható, de omlásveszélyre figyelmeztető táblák vannak kifüggesztve falain. Egy 20. századi, de 1998-ban is jóváhagyott rendelet szerint a temető sírboltjai – szemben a normál sírokkal – az őket megvásárlók tulajdonai, ezért az Árkádsor állapotáért a temetőt üzemeltető Budapesti Temetkezési Intézet nem tud felelősséget vállalni.
A kriptasoron található a híresebb emberek közül Rupp Jakab történész, Gerstenberger Emil építész, Holub József építész és Zipernowsky Károly mérnök nyughelye is. A csontfülkék egyikébe Fusz János zeneszerző, a temető legrégebbi halottjának maradványait helyezték.

## Egyéb részletek

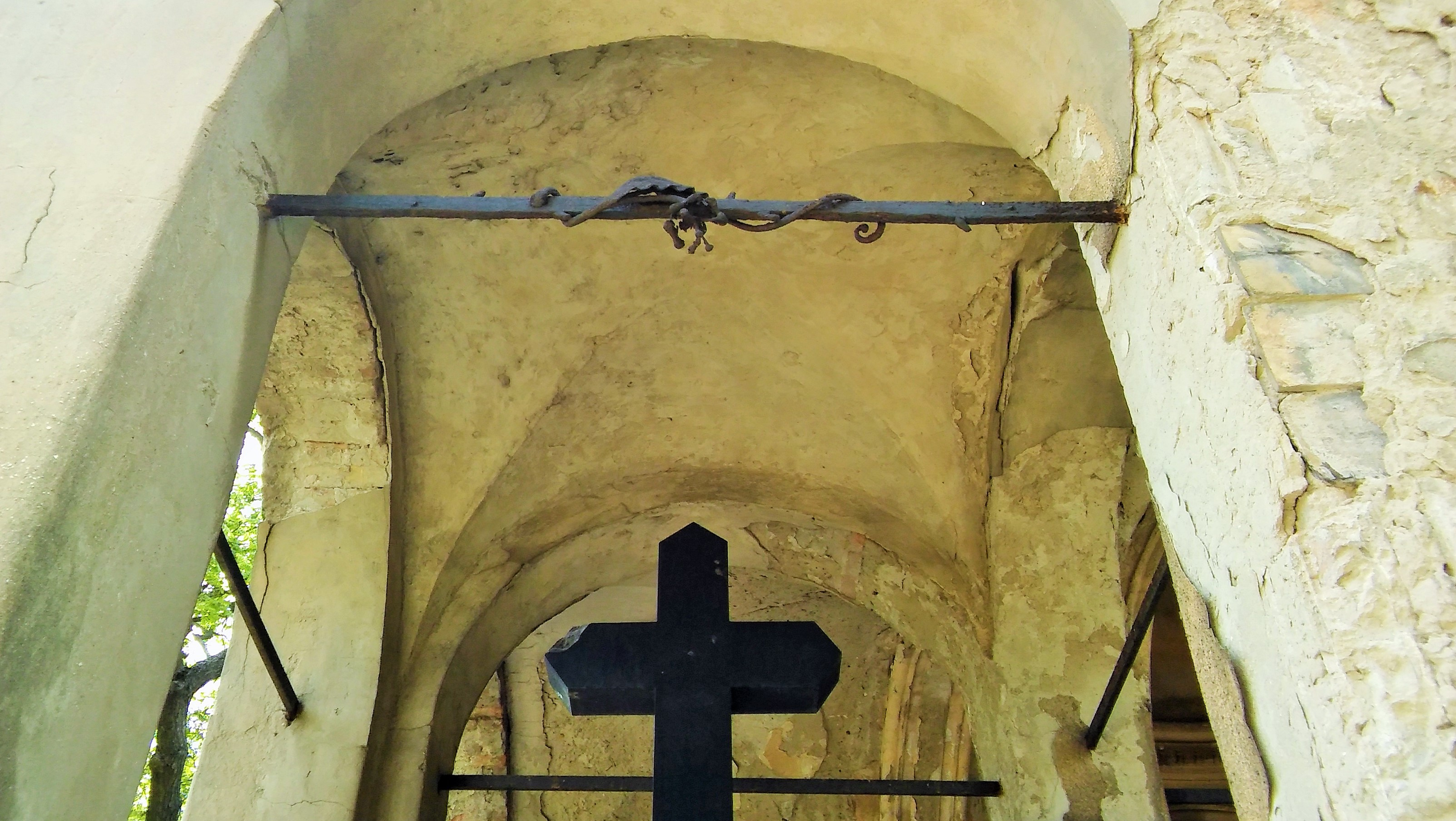
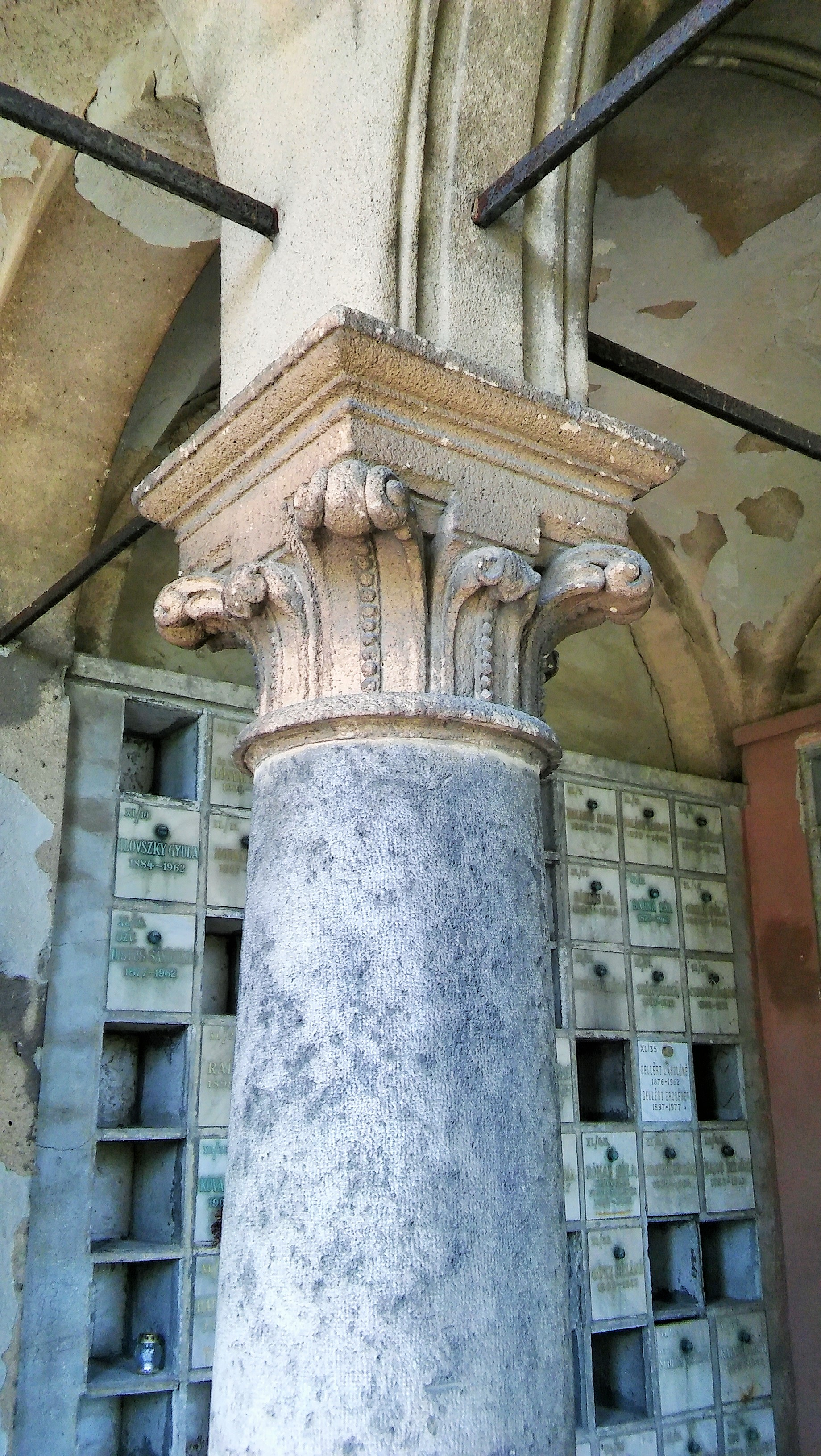
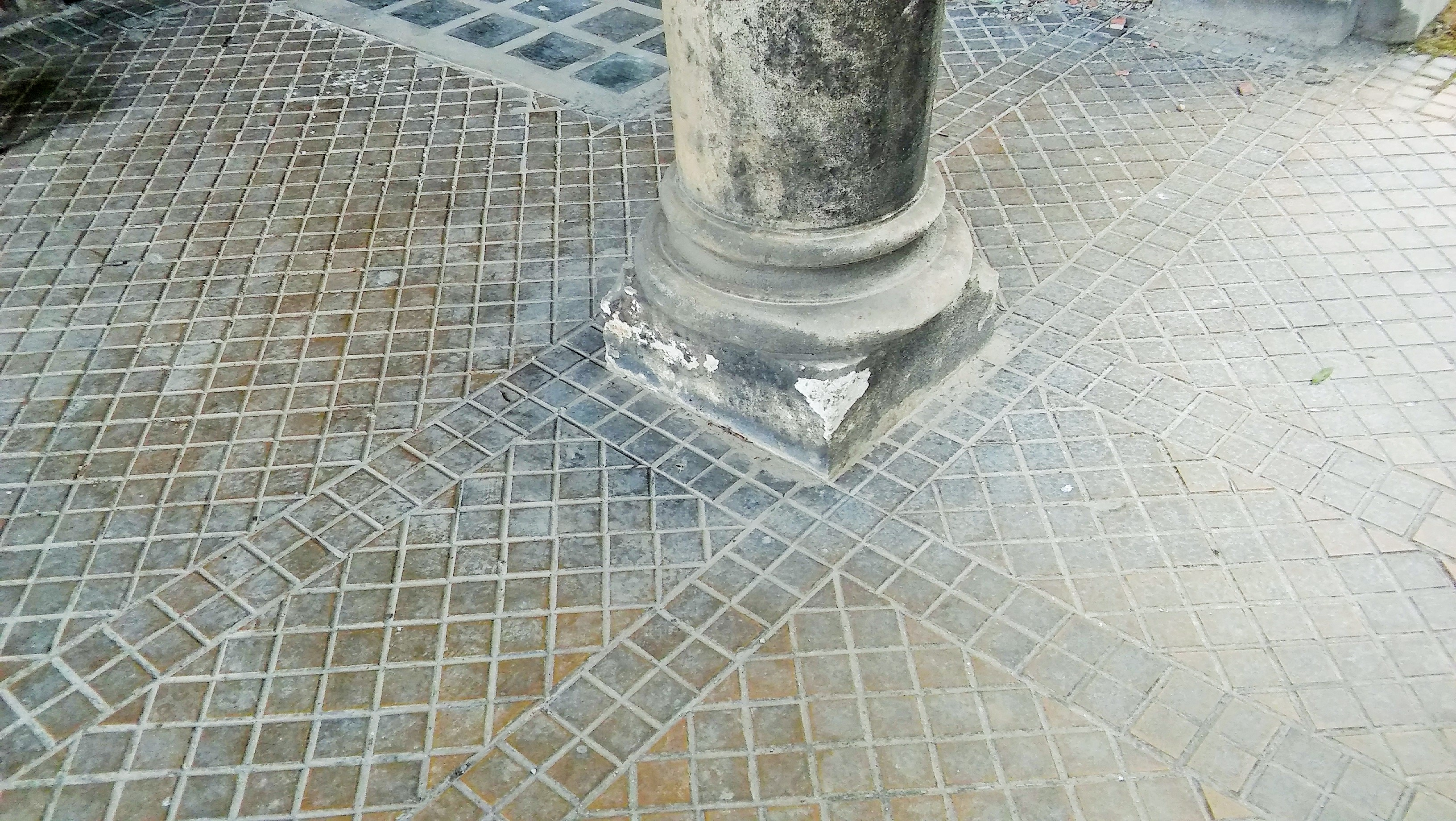
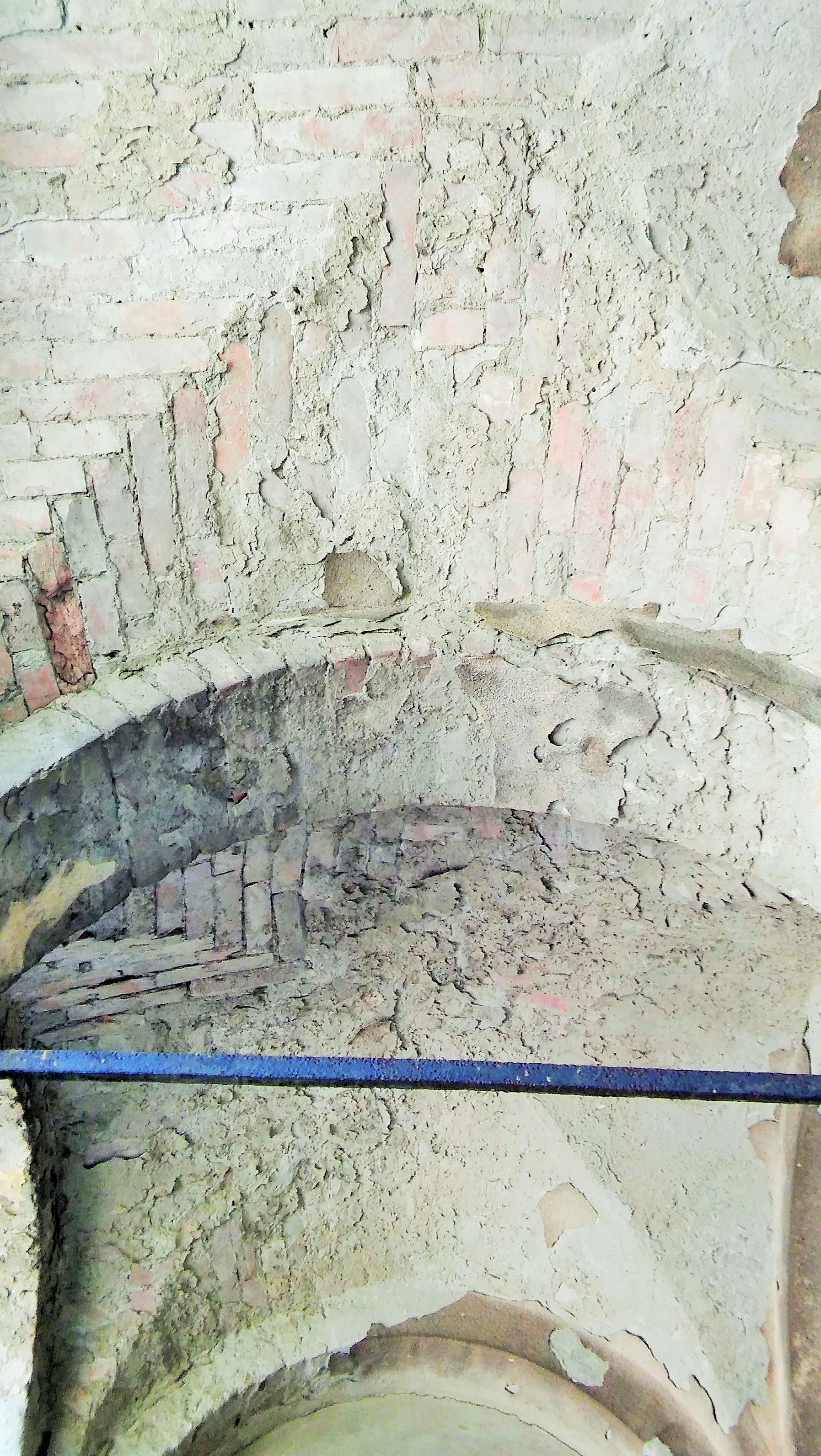
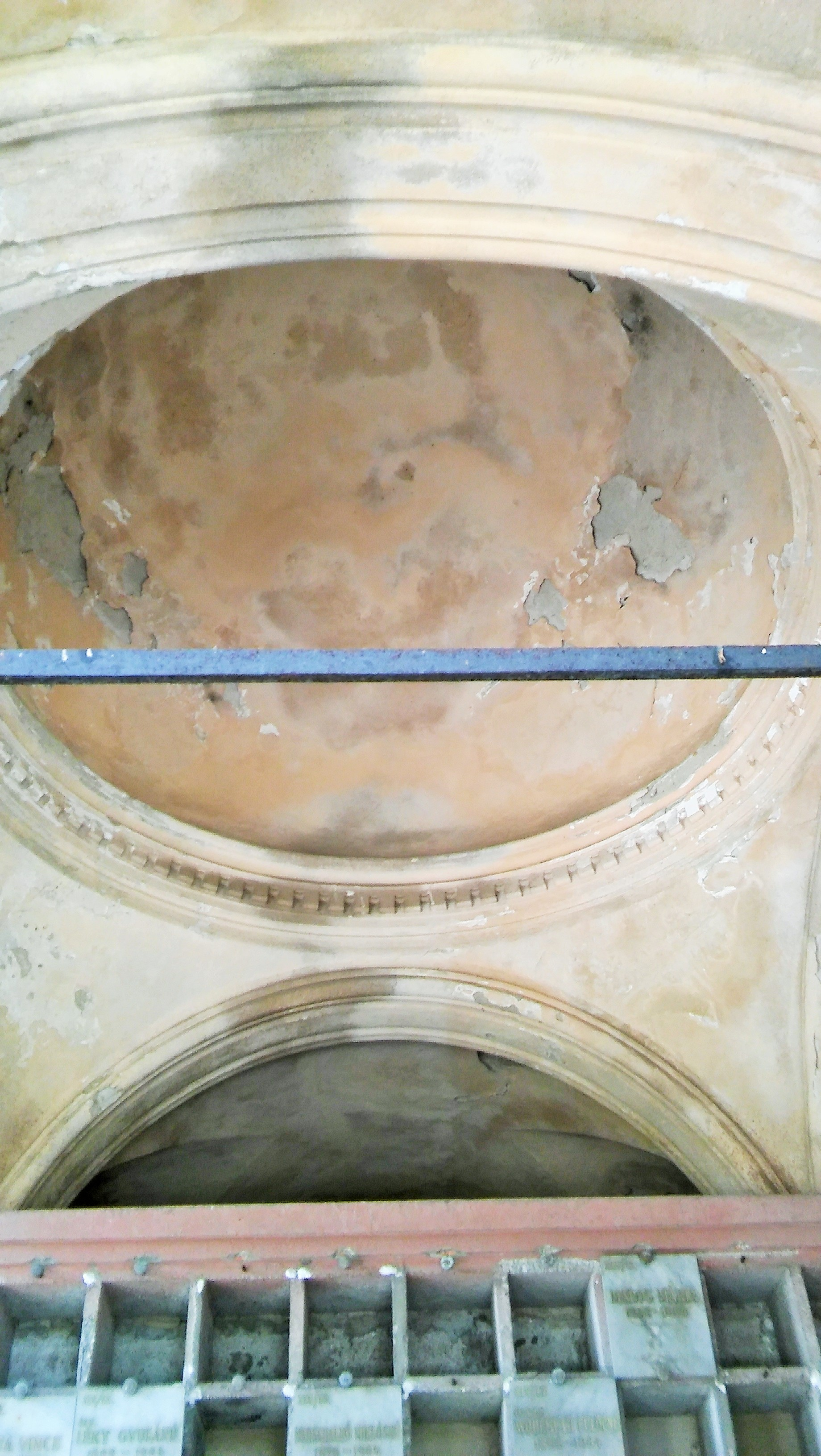
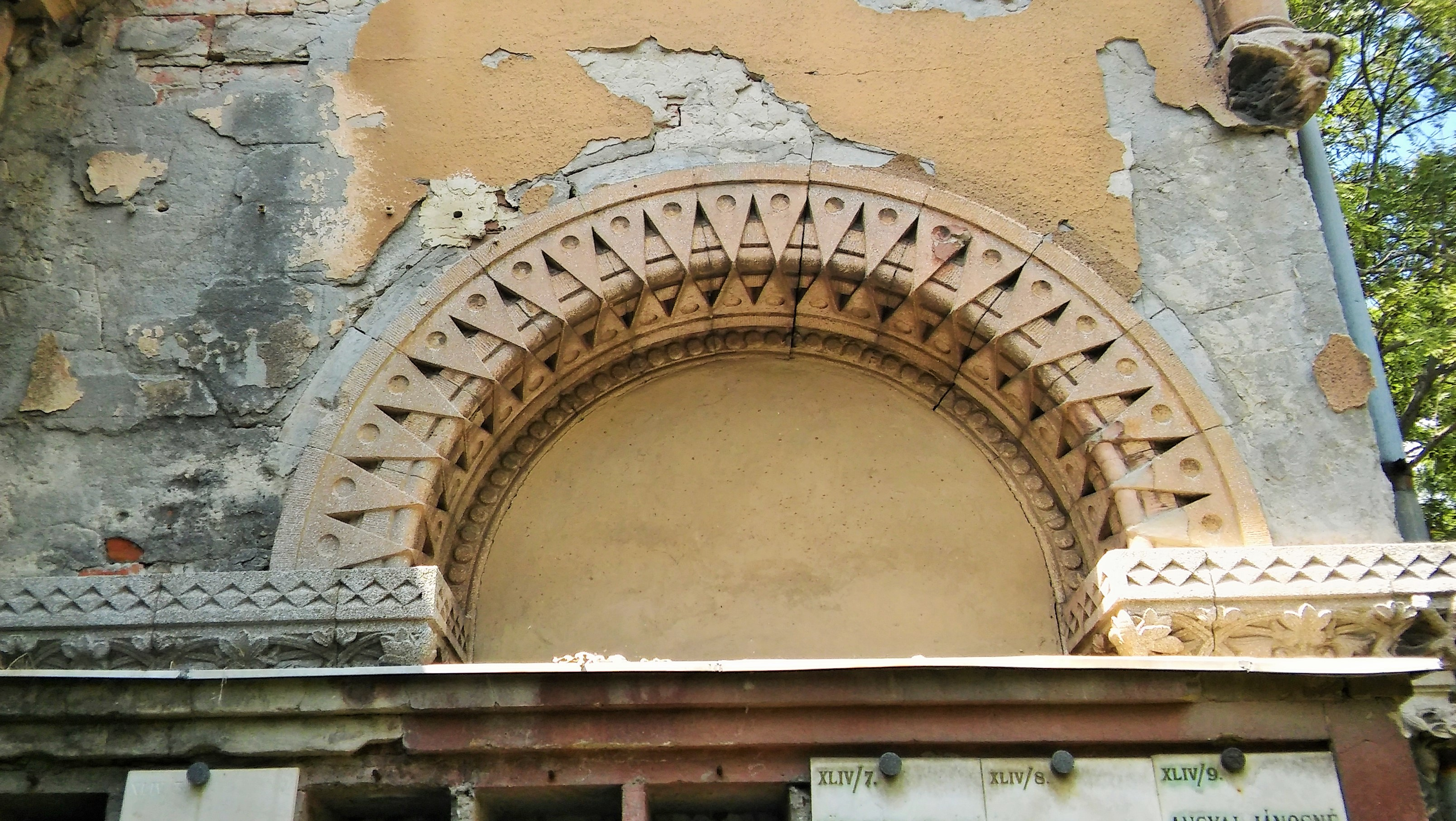
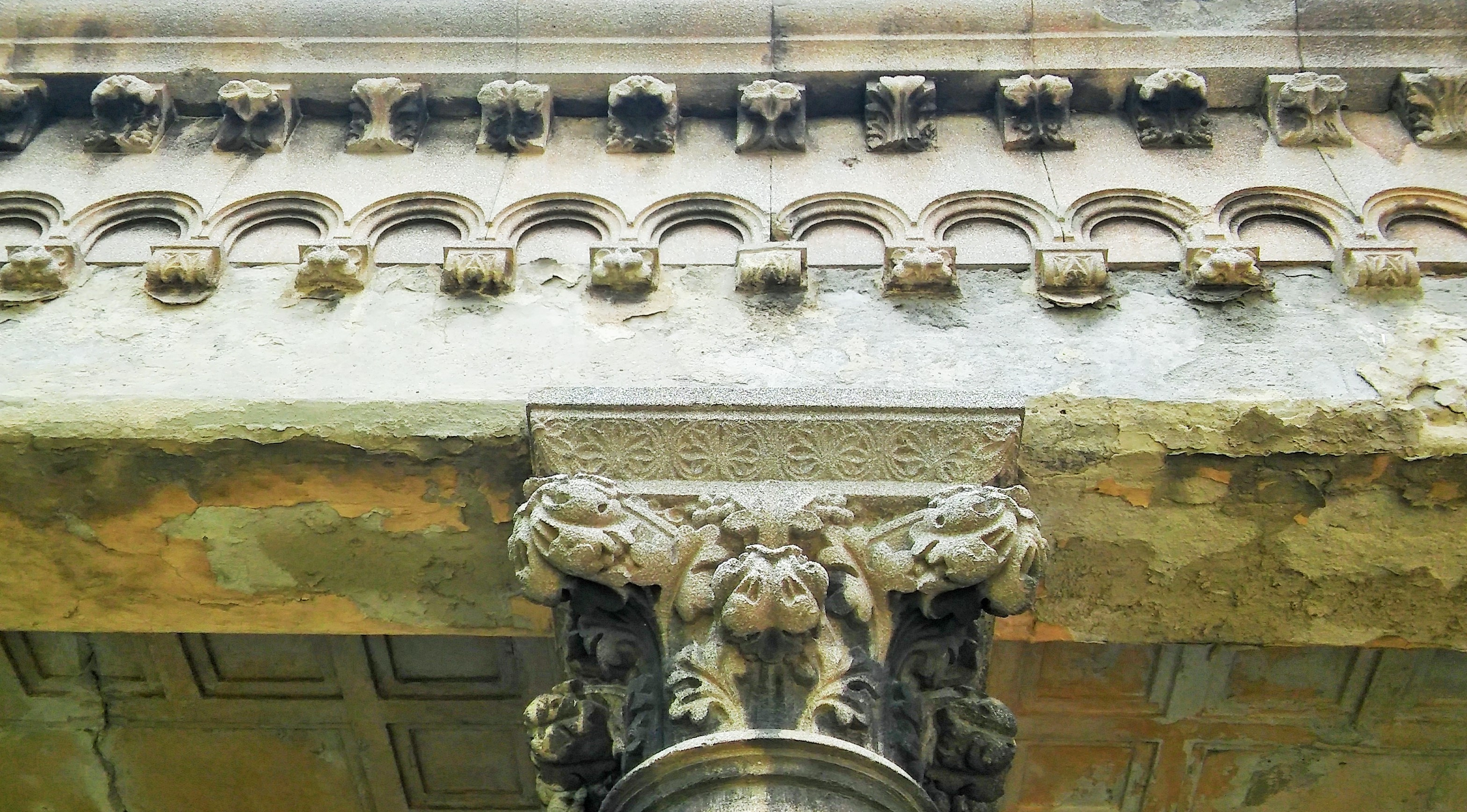
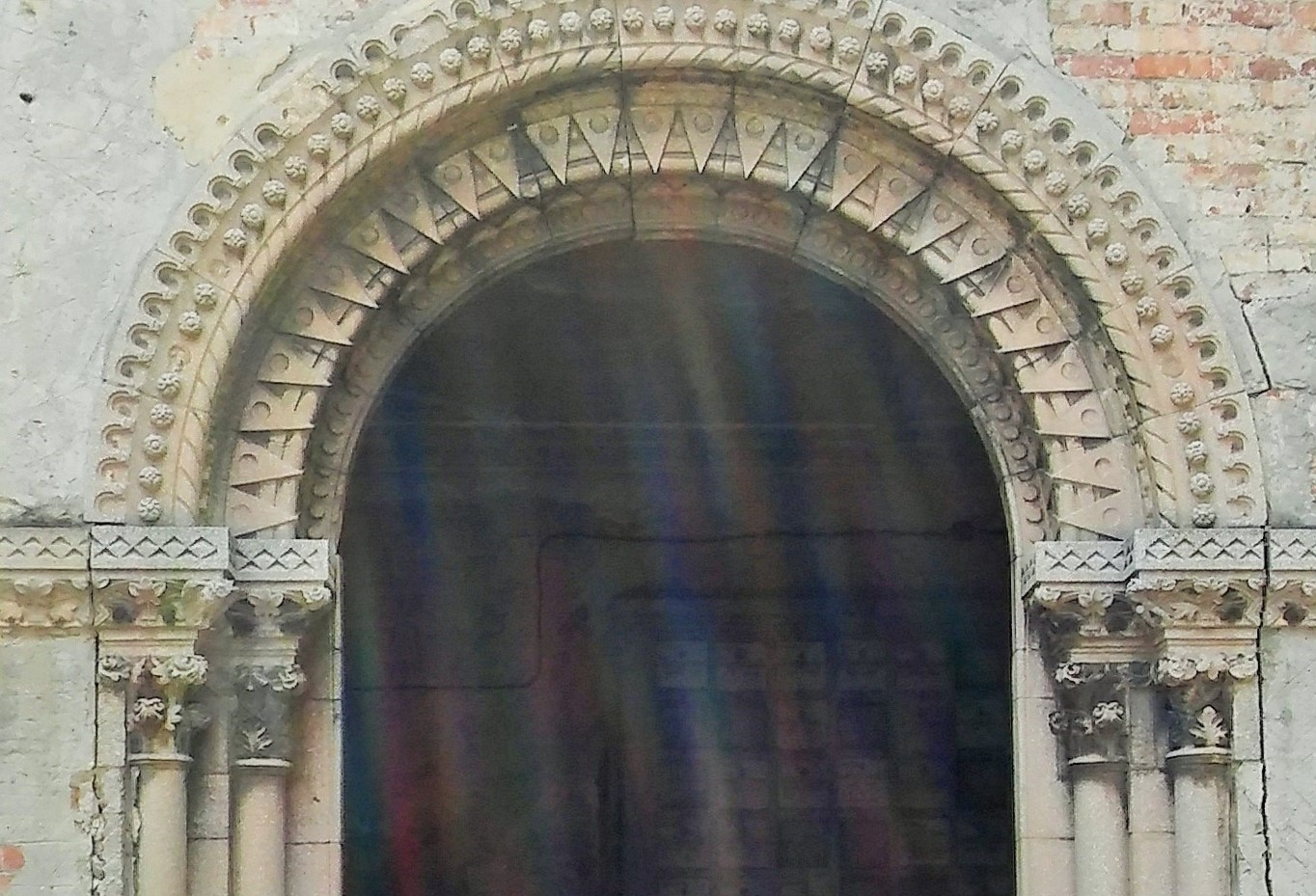
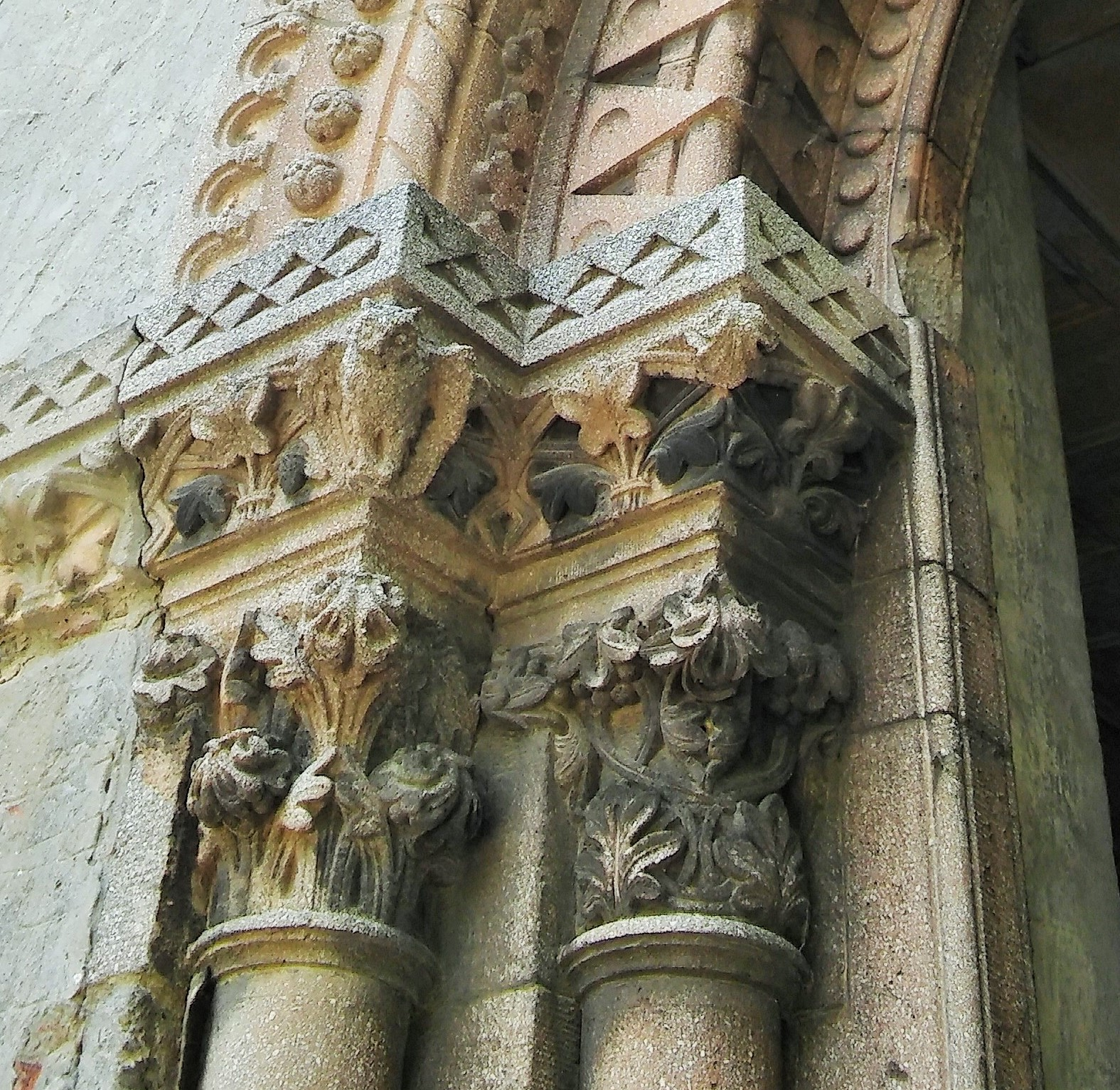
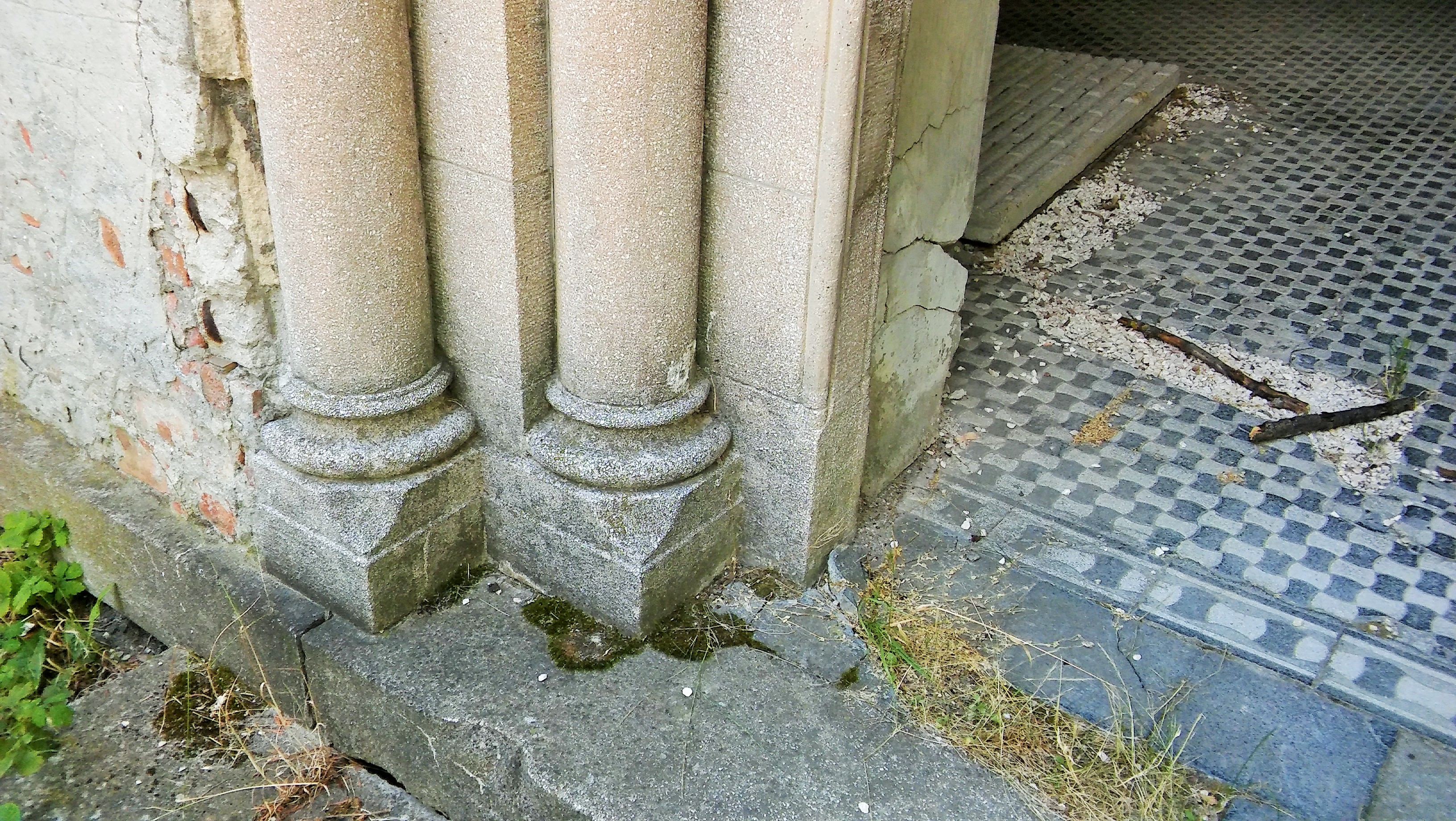
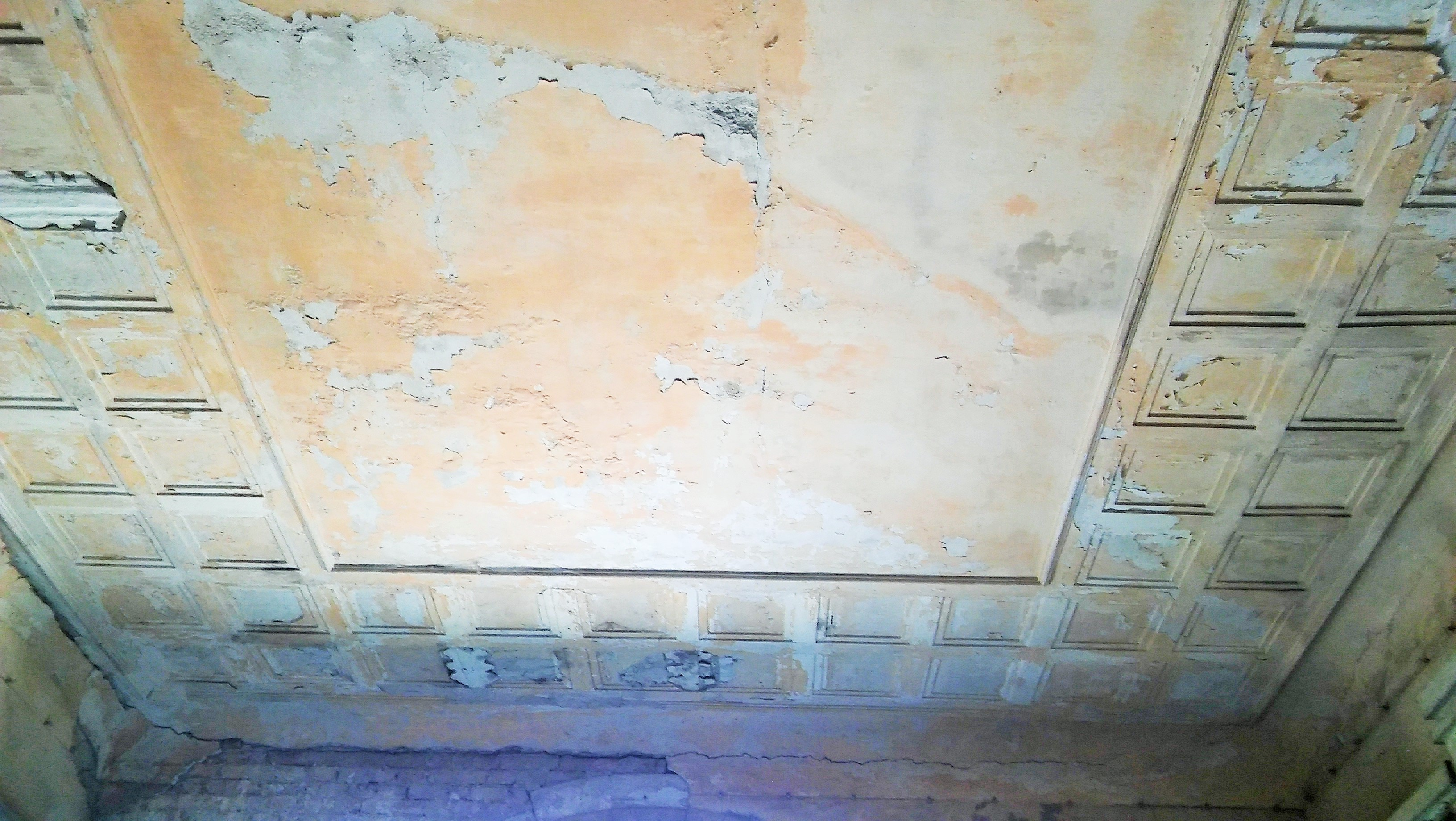
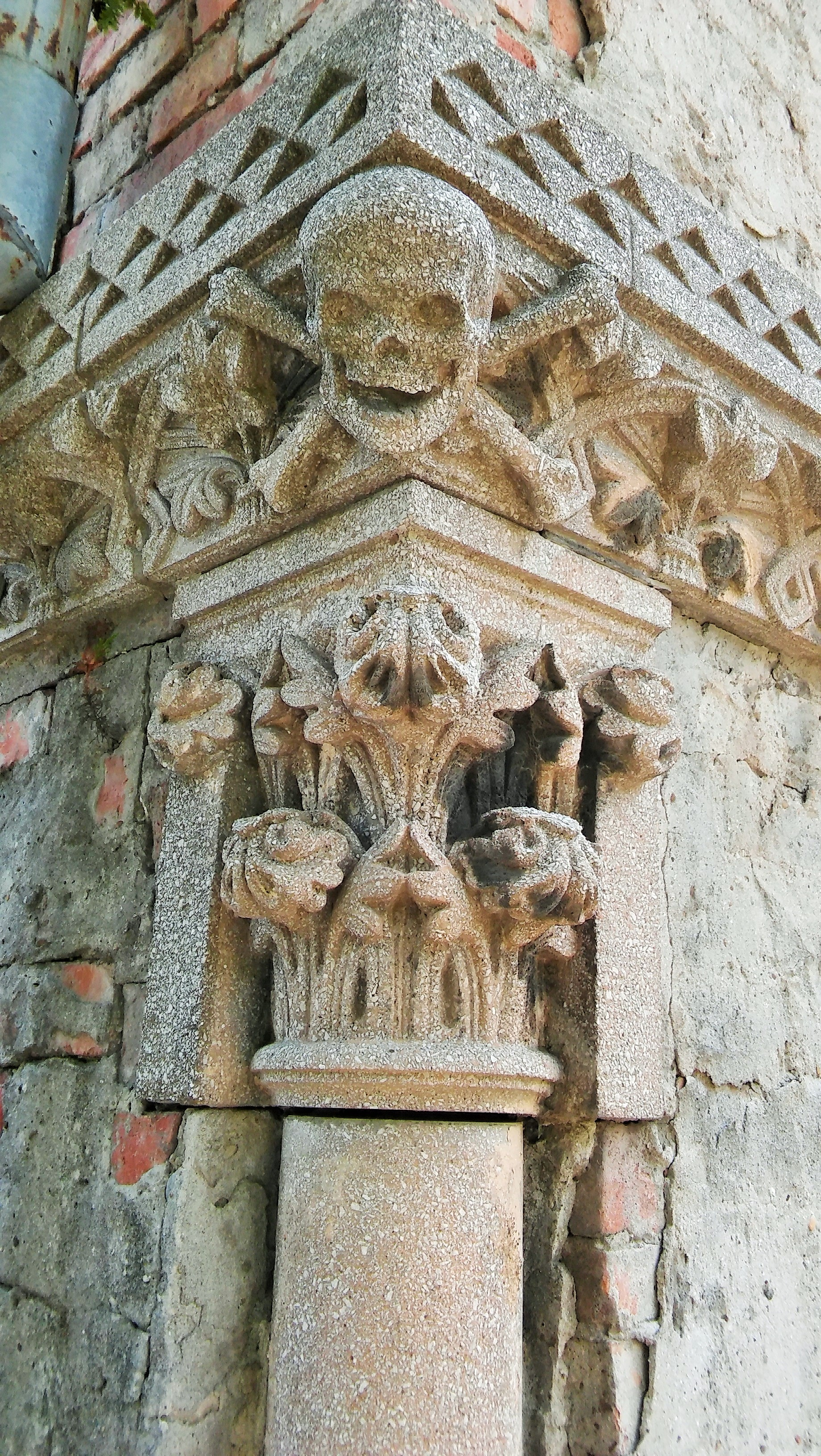
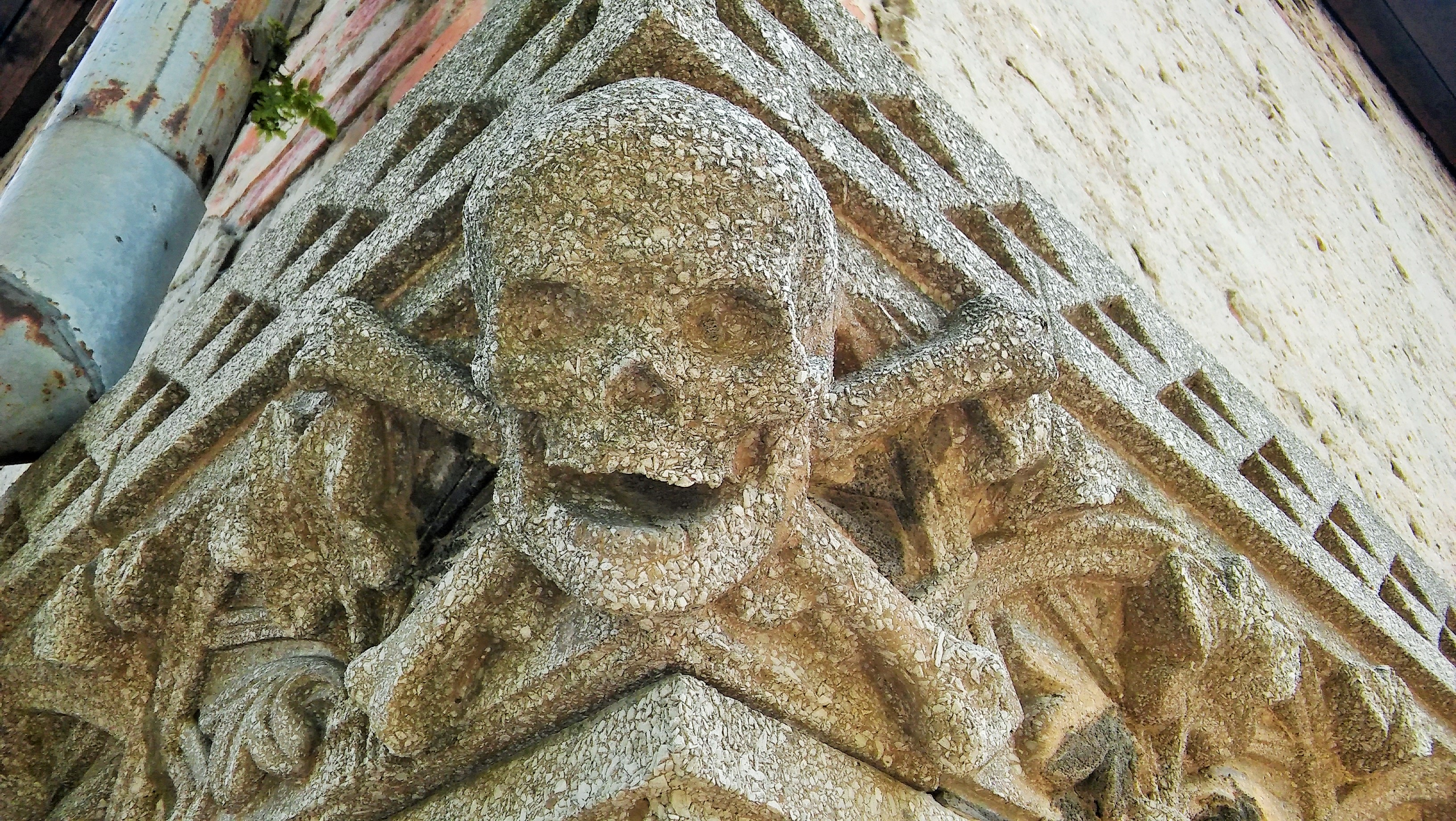
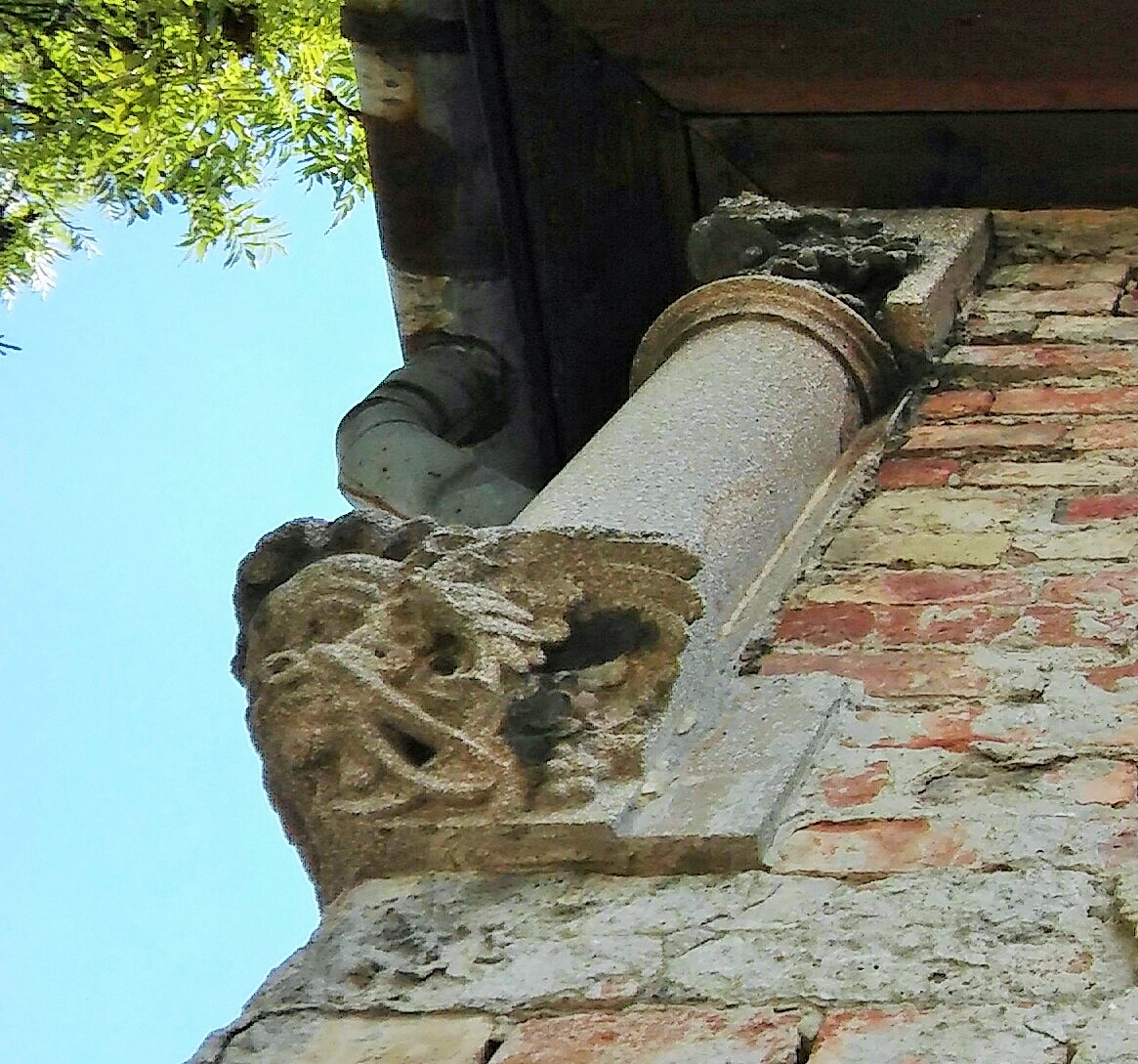
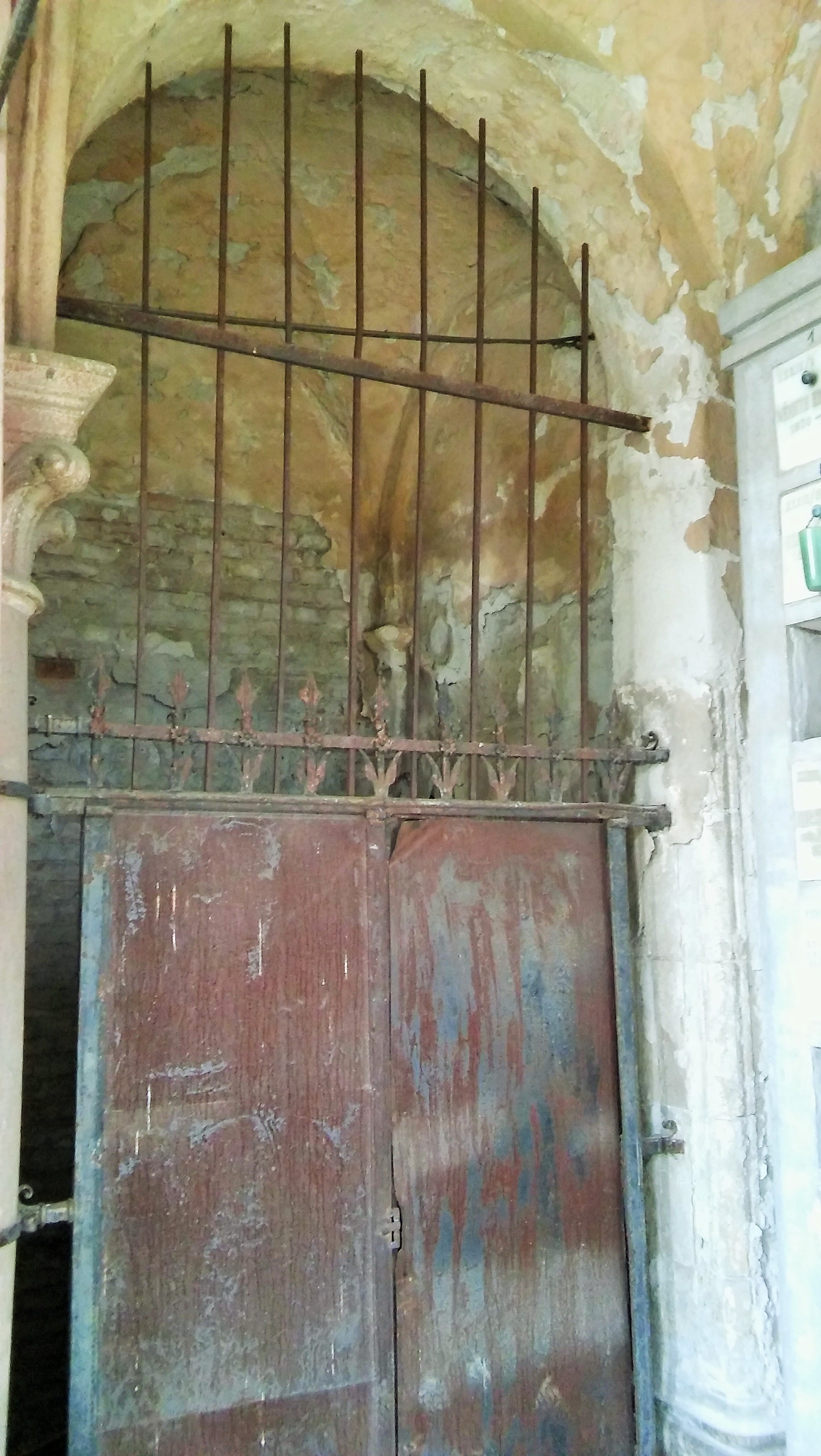
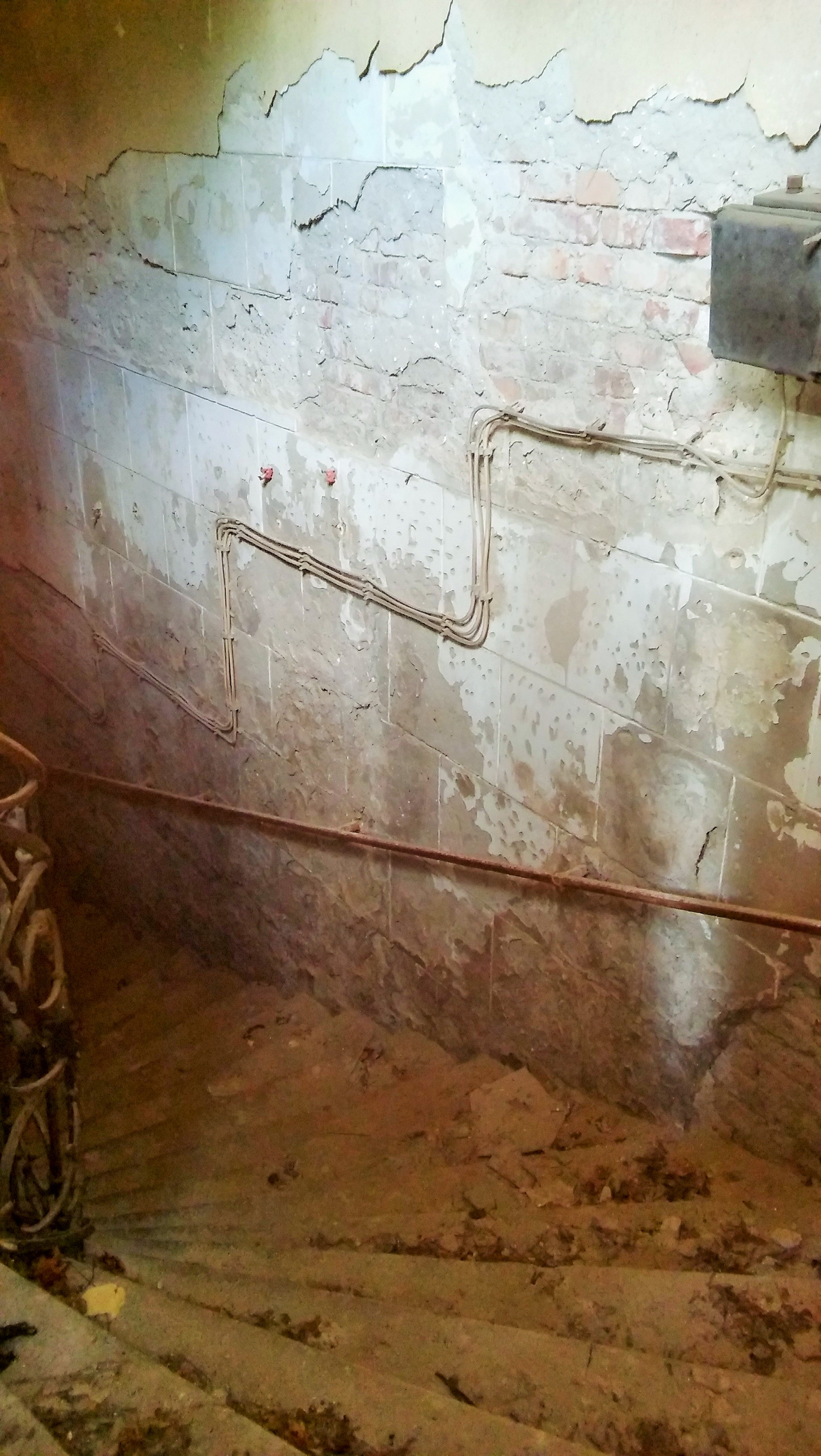

## Kialakítása
| Árkádsor | Nyitott kriptasor | Árkádsor | Csontfülkés Árkádsor | Zárt épület |
| Kívül    | Kívül             | Kívül    | Kívül                | Kívül       |
|          |                   |          |                      |             |
| Belül    | Belül             | Belül    | Belül                | Belül       |
|          |                   |          |                      |             |

## A nyitott kriptasor

### Fal felőli oldal
Számozás:
|                 |                                 |                        |                      |               |                      |                 |                |                     |                                      |               |                    |
| Rejtő (66.)     | Gerstenberger és Windisch (65.) | Lenz (64.)             | Melocco (63.)        | Rupp (61.)    | Emresz és Ráth (60.) | Eckermann (59.) | Fröhlich (58.) | Tóth és Stadler (?) | Csermendy és Kozma (57.)             | Scholtz (56.) | Bún (55.)          |
|                 |                                 |                        |                      |               |                      |                 |                |                     |                                      |               |                    |
| Stowasser (54.) | Lobmayer és Eckbauer (53.)      | Thier és Schmidt (52.) | Steden és Nagy (51.) | Gutjahr (50.) | azonosítatlan (49.)  | Lissak (48.)    | Holub (47.)    | Zipernowsky (46.)   | Győrössy és Csepreghy / Brokés (45.) | Országh (44.) | Bosnyákovits (43.) |

### Temető felőli oldal
Számozás:
|               |               |                     |               |               |                  |               |        |             |           |           |            |
| azonosítatlan | azonosítatlan | azonosítatlan       | azonosítatlan | Miskolczy     | Toifelhart (19.) | Varga         | Martin | Sztraka     | Draskóczy | Lenhossék | Szeiff     |
|               |               |                     |               |               |                  |               |        |             |           |           |            |
| Bőke (27.)    | Wolfram (28.) | azonosítatlan (29.) | Kummer (30.)  | azonosítatlan | Kubinyi (33.)    | azonosítatlan | Kratz  | Schuchmayer | Barta     | Buczák    | Janitschek |